# Подразделение компании
Подразделение (дивизион, бизнес-сегмент) — часть компании, выполняющая определённые функции.
Подразделения формируются по различным признакам):
- по категории продукции, которую они производят;
- по функциональному признаку (напр., производство, переработка, продажа)
- по типу клиентов, которых они обслуживают (напр., розничные или корпоративные);
- по региональному принципу;
- смешанные признаки.

Каждое подразделение имеет своё название, руководство и ведёт отдельный бухгалтерский учёт. Главы подразделений являются членами правления компании и подотчётны председателю правления или генеральному директору.
В отличие от дочернего общества, подразделение не является самостоятельным юридическим лицом, создание нового подразделения или реорганизация существующих не требует регистрации. Подразделение может быть реорганизовано в дочернее общество или выделено в самостоятельную компанию (в этих случаях регистрация требуется).
Подразделения могут быть автономны друг от друга, но могут тесно взаимодействовать, например, подразделение нефтедобычи продавать нефть подразделению нефтепереработки, а то, в свою очередь, продавать нефтепродукты подразделению розничной торговли. При составлении консолидированной отчётности торговые операции между подразделениями вычитаются.
Компания, даже крупная, может иметь только одно подразделение, но, как правило, их бывает от 3 до 5. Многие компании имеют подразделение неосновных активов, в которое также относятся расходы на корпоративный центр.